# Fournival
 Fournival  es una comuna francesa situada en el departamento de Oise, en la región Hauts-de-France.

## Demografía
| 306 | 280 | 263 | 289 | 478 | 501 | 525 |
| Para los censos de 1962 a 1999 la población legal corresponde a la población sin duplicidades (Fuente: INSEE [Consultar]) |     |     |     |     |     |     |